# 오클랜드 콜리시엄

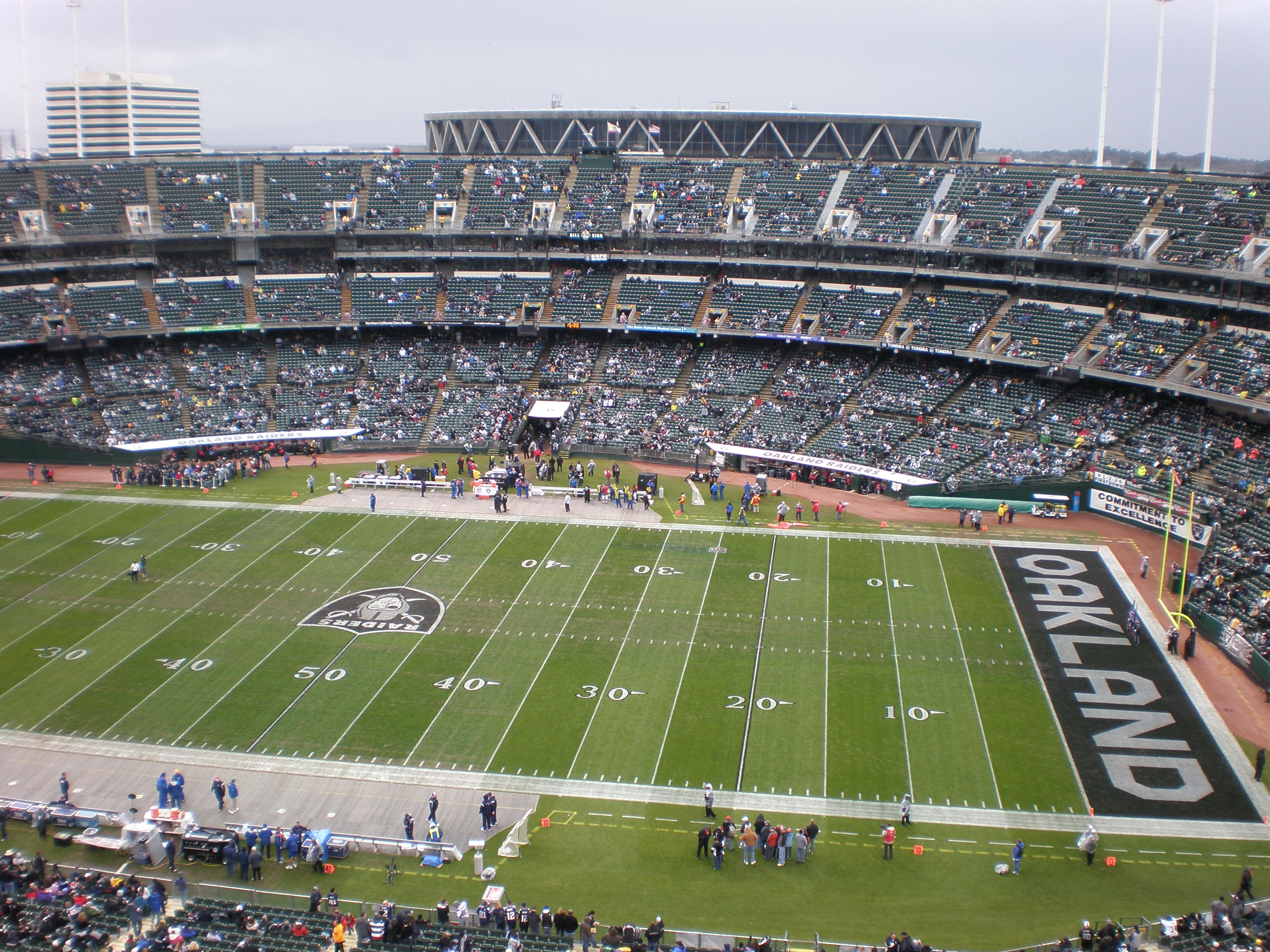
미식축구경기 모습

오클랜드 콜리시엄(Oakland Coliseum)은 1966년 개장한 오클랜드 애슬레틱스의 경기장으로, 미국 메이저 리그 아메리칸 리그에 소속된 프로야구 팀 오클랜드 애슬레틱스의 홈 구장(애슬레틱스 홈경기시 리키 헨더슨 필드로 부른다.)이다. 캘리포니아주(州) 오클랜드에 있으며, 오클랜드와 알라메다 카운티(Alameda County) 소유이다. 원래는 주로 육상과 미식축구를 위한 다목적경기장으로 건립하였으나, 1968년 4월 17일에 애슬레틱스가 캔자스시티에서 오클랜드로 연고지를 옮기면서 야구장으로 처음 이용하였다. 수용인원은 야구 3만 5067명, 미식축구 6만 3206명, 축구 4만 7416명이다.
원래 이름은 오클랜드-알라메다 카운티 콜리시엄이지만, 1999년 네트워크어소시에이츠(Network Associates)가 명명권을 구입하여 2003년까지 네트워크어소시에이츠콜리시엄(Network Associates Coliseum)이라 불렀고, 2004년부터는 맥아피사(McAfee, Inc.)가 명명권을 취득하여 맥아피콜리시엄(McAfee Coliseum)이라 부르다가 2008년 이후 명명권 계약이 끝나 원래의 명칭을 사용하고 있다. 1966년에서 1981년까지, 그리고 1995년부터 현재까지 내셔널 풋볼 리그(NFL)에 속한 오클랜드 레이더스의 홈구장으로도 사용되고 있다.
크기는 좌우 길이 각각 101m, 중앙 길이 122m, 펜스 높이 2.24m~4.57m이며 운동장 표면은 천연잔디이다. 지붕이 없고 회색 콘크리트가 노출되어 외형이 단순한 탓에 ‘대무덤(Mausoleum)’이라고도 한다. 초기에는 파울지역이 넓고 근처 샌프란시스코만(灣)에서 불어오는 바람의 영향으로 투수에게 유리하였으나 1995년 중앙 외야석에 관람석을 확장하면서 바람이 막혀 이전보다 볼이 잘 날아간다. 홈런타자로 명성을 떨친 마크 맥과이어가 이곳에서 2년 연속으로 50홈런을 기록하였다.
야구장 바로 옆에 NBA에 소속된 골든 스테이트 워리어스의 전 홈구장인 오클랜드 아레나(Oakland Arena)가 있다. 다만 치안 사정이 좋지 못한 오클랜드답게, 야구장과 농구장 주변의 치안도 좋은 편이 아니다.
연고지 오클랜드 자체의 치안이 좋지 않은 데다가 콜리시엄의 시설이 낙후되어 있어서, 애슬레틱스 구단에서는 연고지 이전을 계속 추진해 왔다. 2023년 11월에 애슬레틱스 구단이 오클랜드에서 라스베이거스로 연고지를 이전하는 안건이 메이저 리그 사무국에서 승인되었으며, 2024년까지 콜리시엄을 사용할 예정이다. 다만 라스베이거스 야구장이 신축되는 동안에는 샌프란시스코 자이언츠 산하 마이너리그 트리플A 팀 새크라멘토 리버 캣츠의 홈 구장인 서터 헬스 파크를 임시 홈 구장으로 쓰기로 했다.
| 메이저 리그 베이스볼 올스타전 개최 경기장 |                                          |                     |
| 1986년                                    | 1987년 오클랜드–알라메다 카운티 콜리시엄 | 1988년              |
| 애스트로돔                                | 1987년 오클랜드–알라메다 카운티 콜리시엄 | 리버프론트 스타디움 |
|                                           |                                          |                     |
|                                           |                                          |                     |